# Koninklijke West-Indische Maildienst

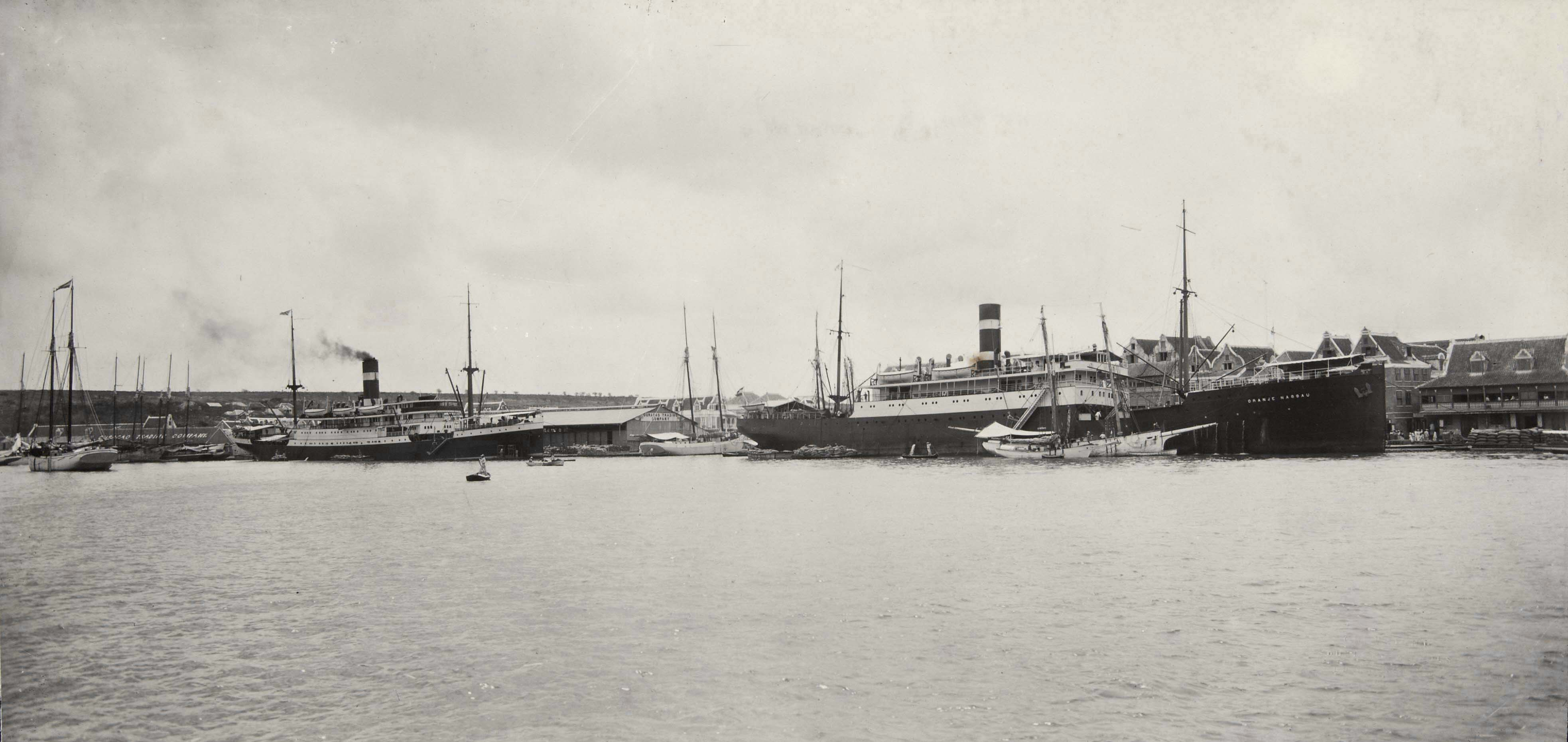
In de collectie van het Nationaal Museum van Wereldculturen bevindt zich een panoramafoto van twee schepen van de Koninklijke West-Indische Maildienst in de haven van Willemstad waaronder de SS Oranje Nassau uit 1911

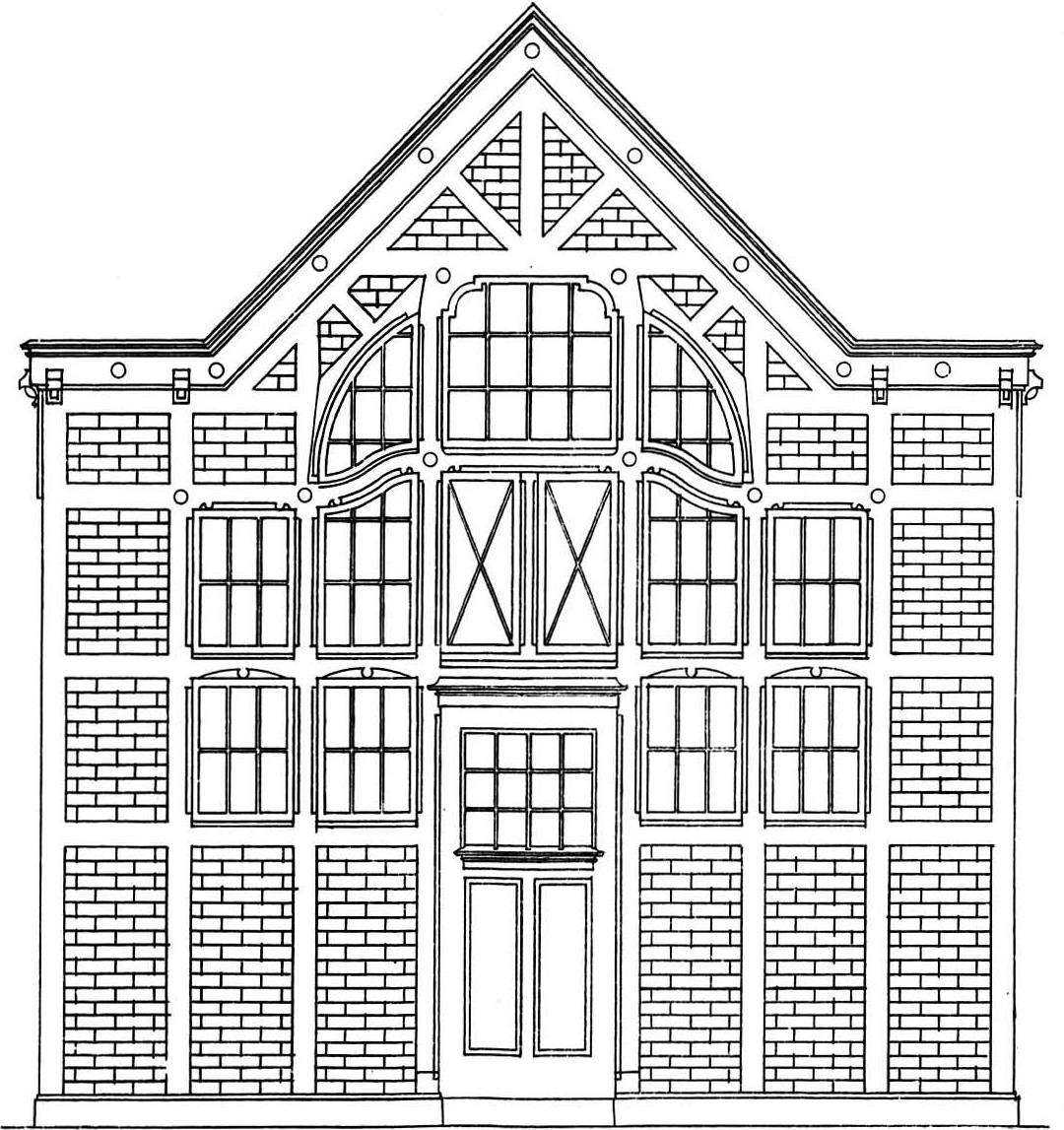
In 1897 beschikte de West-Indische Maildient over dit schaftlokaal voor het personeel aan de De Ruyterkade in Amsterdam

De Koninklijke West-Indische Maildienst (KWIM)  was een in Amsterdam gevestigde Nederlandse rederij die heeft bestaan tussen 1882 en 1927. Het eerste schip verliet de kade aan de De Ruyterkade in Amsterdam in 1884. De KWIM begon dat jaar met verschepingen vanuit Nederlands-Guiana (het huidige Suriname) en andere West-Indische bestemmingen. Vanaf 1888 voer men ook van en naar de haven van New York. Het vaargebied van de rederij was tussen Midden- en Noord-Amerika en tussen Midden-Amerika en Europa. 
De verschillende vaste scheepvaartroutes waren:
- 1883 Amsterdam - Paramaribo - Demerara - Trinidad - Curaçao (later uitgebreid tot andere Caraïbische en Zuid-Amerikaanse havens).
- 1888 Amsterdam - Suriname - Demerara - Trinidad - Curaçao - Port-au-Prince - New York.
- 1905 Paramaribo - New York
- 1912 Nederland - Barbados - Venezuela - Colombia - Colon
- 1913 Nederland - Barbados - Venezuela - Curaçao - Colombia - Colon
- 1913 Paramaribo - Venezuela - Haïti - New York
- 1920 Curaçao - Maracaibo
- 1920 Curaçao - Dominicaanse Republiek

In 1890 verkocht de KWIM de aanlegplaatsen in de Sint Annabaai in Curaçao aan een dochteronderneming, de met dit doel in Amsterdam opgerichte N.V. Handel- en Industriemaatschappij "Curaçao". In 1911 volgde een naamswijziging tot Curaçaosche Handel-Maatschappij (CHM), in het Engels Curaçao Trading Company (CTC), in 1970 werd de naam Ceteco ingevoerd, naam die tot het faillissement in 2000 zou gedragen worden.
In 1912 kwam het tot een overname van de rederij zelf door de Koninklijke Nederlandse Stoomboot-Maatschappij en werd de rederij bestuurd door Ernst Heldring voor de KNSM vanuit het Scheepvaarthuis. Maar de schepen en bemanningen van de KWIM behielden wel een aparte status totdat de KWIM in 1927 officieel werd ontbonden en volledig opging in de KNSM.
Daarvoor hadden de KNSM en dochtermaatschappij KWIM nog gezamenlijk in 1921 de West-Indische Scheepvaartmaatschappij (WISM) opgericht.

## Vloot
Tot de vloot van de Koninklijke West-Indische Maildienst behoorden onder meer de vrachtpassagierschepen:
| Bouwjaar | Naam                      | Tonnage   | Werf                                   | Status | Afbeelding |
| 1915     | SS Columbia               | 5.644 brt | Nederlandsche Scheepsbouw Maatschappij | 1916 aan Pacific Mail SS Co., New York verkocht                                                                                                 |            |
| 1915     | SS Ecuador                | 5.544 brt | Nederlandsche Scheepsbouw Maatschappij | 1916 aan Pacific Mail SS Co., New York verkocht                                                                                                 |            |
| 1904     | SS Prins Frederik Hendrik | 2.164 brt | Nederlandsche Scheepsbouw Maatschappij | Van 1918 tot 1919 opgevorderd door de regering van de Verenigde Staten, 1927 overgegaan in vloot Koninklijke Nederlandse Stoomboot-Maatschappij |            |
| 1901     | SS Prins Willem I         | 2.121 brt | Nederlandsche Scheepsbouw Maatschappij | Van 1918 tot 1919 opgevorderd door de regering van de Verenigde Staten, 1920 aan Eastern Steam Nav. Co., Bombai verkocht                        |            |
| 1890     | SS Prins Willem II        | 1.933 brt | Nederlandsche Scheepsbouw Maatschappij | 1910 gezonken in Atlantische Oceaan |            |
| 1908     | SS Saramacca              | 3.284 brt | Nederlandsche Scheepsbouw Maatschappij | 1912 aan Tropical Fruit SS Co., Belize verkocht                                                                                                 |            |
| 1918     | SS Stuyvesant             | 4.285 brt | Nederlandsche Scheepsbouw Maatschappij | 1927 overgegaan in vloot Koninklijke Nederlandse Stoomboot-Maatschappij                                                                         |            |
| 1908     | SS Suriname               | 3.275 brt | Nederlandsche Scheepsbouw Maatschappij | 1913 aan Tropical Fruit SS Co., Belize verkocht                                                                                                 |            |
| 1920     | SS Van Rensselaer         | 4.299 brt | Nederlandsche Scheepsbouw Maatschappij | 1927 overgegaan in vloot Koninklijke Nederlandse Stoomboot-Maatschappij                                                                         |            |
| 1915     | SS Venezuela              | 5.641 brt | Nederlandsche Scheepsbouw Maatschappij | 1916 aan Pacific Mail SS Co., New York verkocht                                                                                                 |            |

## Ongeluk

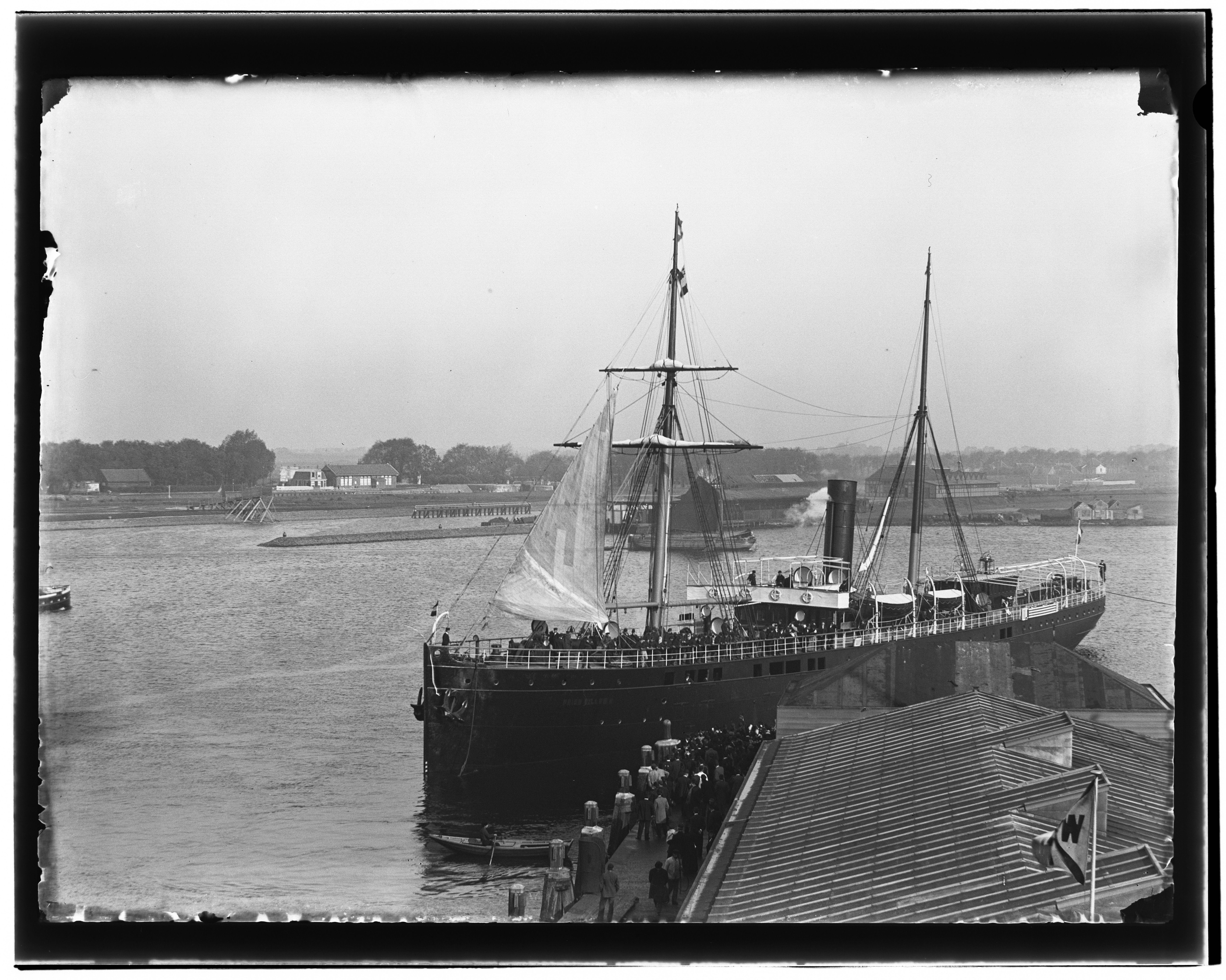
De SS Willem II zoals deze op 8 oktober 1896 op het Afgesloten IJ vertrok vanaf de steiger van de West-Indische Maildienst

- De SS Prins Willem II uit 1890 van de Koninklijke West-Indische Maildienst (KWIM) voer na een tussenstop in Ouessant op 23 januari 1910 naar Paramaribo, maar daarna werd niets meer van het schip met 54 of 73 opvarenden vernomen. Op 16 maart spoelden delen van wrakstukken aan op de Franse westkust, waaruit bleek dat het schip met man en muis was vergaan. Aan boord bevond zich onder meer Floris Stempel, de eerste voorzitter van AFC Ajax.